# سمنة الصخور كستنائية البطن
سمنة الصخور كستنائية البطن (الاسم العلمي: Monticola rufiventris) هو نوع من فصيلة صائدة الذباب.

## معرض صور

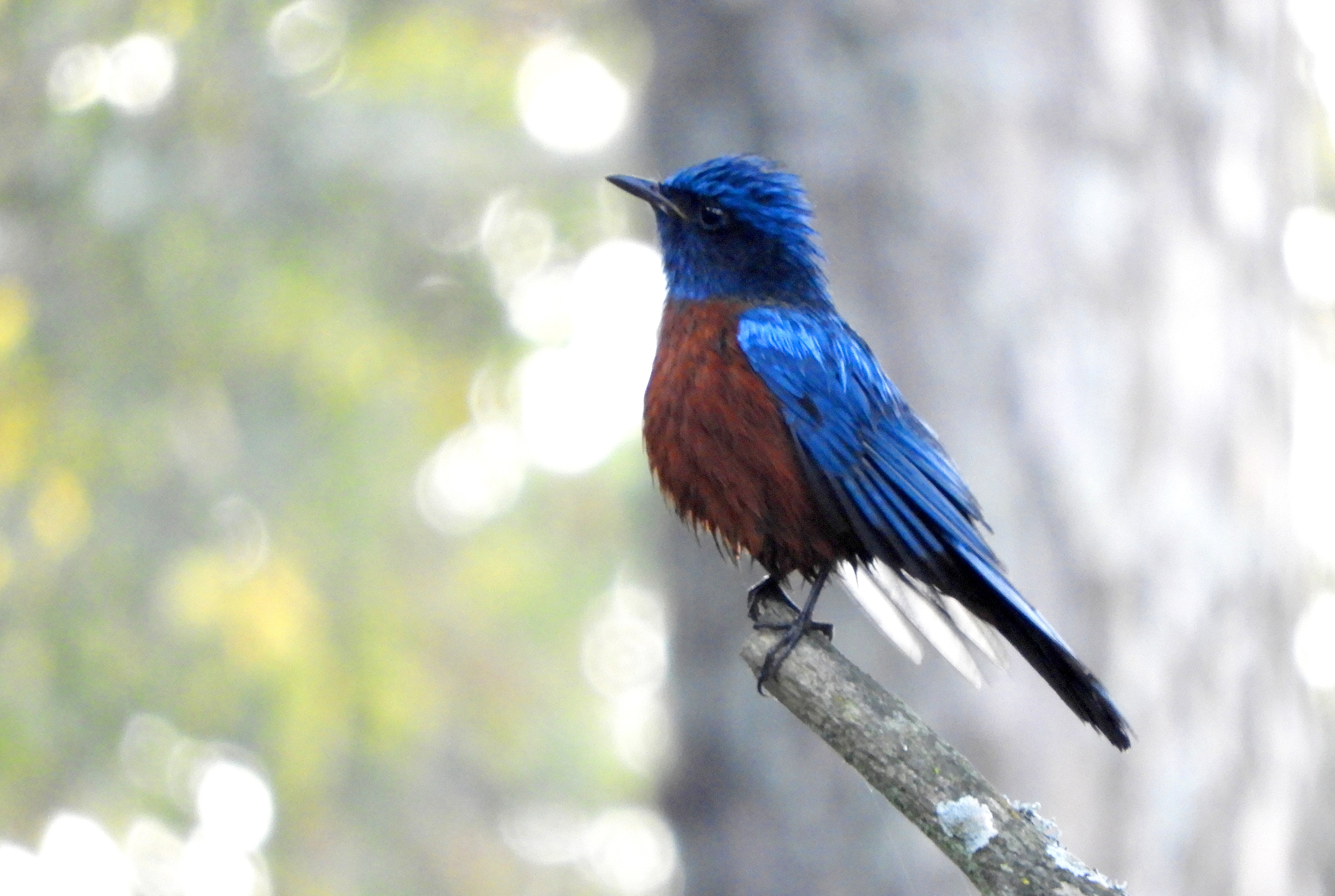
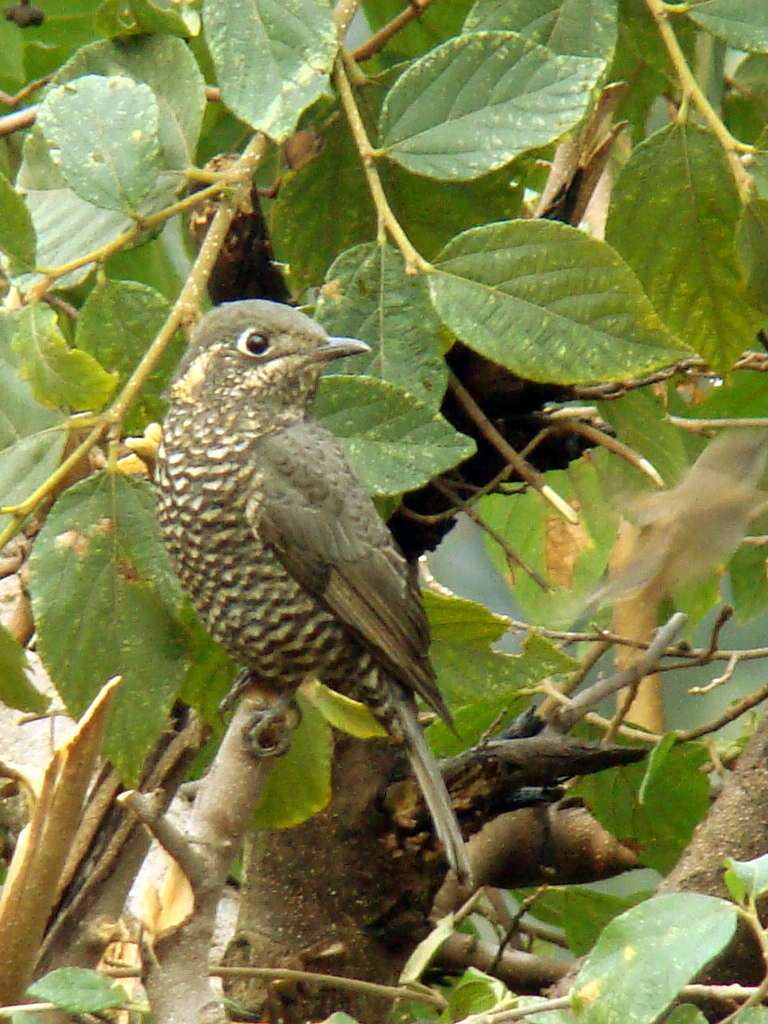
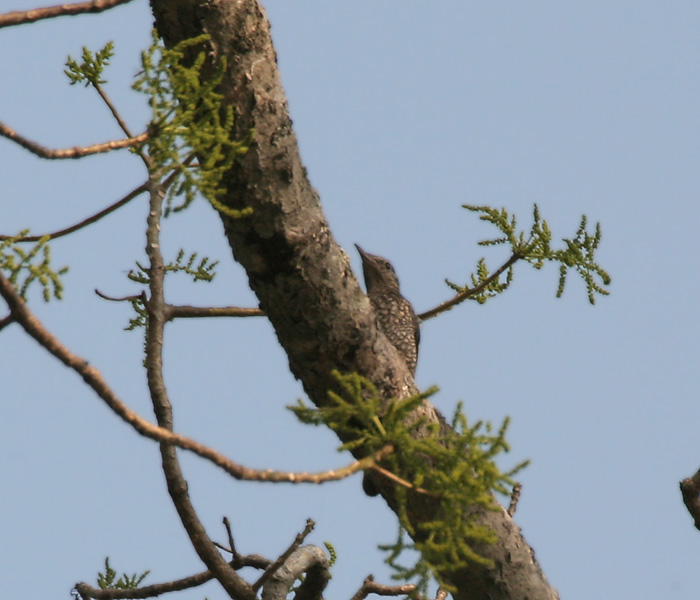